# Beef (televisieserie)
Beef is een Amerikaanse zwarte komedie-dramaserie gecreëerd door Lee Sung Jin voor Netflix. De serie werd gereleased op 6 april 2023. De serie won drie Emmy Awards voor beste miniserie en beste vrouwelijke en mannelijke hoofdrol in een miniserie (Ali Wong en Steven Yeun).

## Verhaal
Nadat Danny met zijn auto bijna tegen Amy botst volgt er een achtervolging in de auto die uitmondt in een ware vete tussen de twee die elkaars leven proberen te verzieken.

## Rolverdeling
- Steven Yeun als Danny Cho
- Ali Wong als Amy Lau
- Joseph Lee als George Nakai
- Young Mazino als Paul Cho
- David Choe als Isaac Cho
- Patti Yasutake als Fumi Nakai